# أوميت أوزداغ
أوميت أوزداغ (3 مارس 1961–) سياسي تركي، عضو في البرلمان التركي، مؤسس وقائد حزب النصر.

## النشأة
ولد في طوكيو في اليابان في الثالث من مارس عام 1961، حيث كان والده يعمل مستشارًا للحكومة التركية. وكانت والدته أول رئيسة للفرع النسائي لحزب الحركة القومية التركي. وكان والده أيضًا عضوًا في حزب الحركة القومية ومقربًا من مؤسس الحزب ألب أرسلان توركش.
درس أوزداغ الفلسفة والسياسة والاقتصاد في جامعة لودفيغ ماكسيميليان في ميونيخ ،  قبل أن يكمل درجة الماجستير في التنمية الاستراتيجية التركية ومؤسسات التخطيط الحكومية.

## الآراء السياسية
قال أوميت أوزداغ أنه في حال وصوله للسلطة، فإنه سيزرع ألغاما على الحدود السورية لمنع المهاجرين السوريين من دخول تركيا.

## الحياة الشخصية
كان متزوجًا من بورشين أوزداغ، ثم تطلقوا. ولديه ابن يدعى ألب أوزداغ. 